# Szisztán és Beludzsisztán tartomány
Szisztán és Beludzsisztán tartomány (perzsául استان سیستان و بلوچستان [Ostân-e Sistân o Balučestân]) Irán 31 tartományának egyike az ország délkeleti részén, az Ománi-öböl partján. Északon Dél-Horászán, északkeleten Afganisztán, keleten Pakisztán, délen az Ománi-öböl, délnyugaton Hormozgán, nyugaton pedig Kermán tartomány határolja. Székhelye Záhedán városa. Területe 180 726 km², lakossága 2 349 049 fő.

## Földrajz

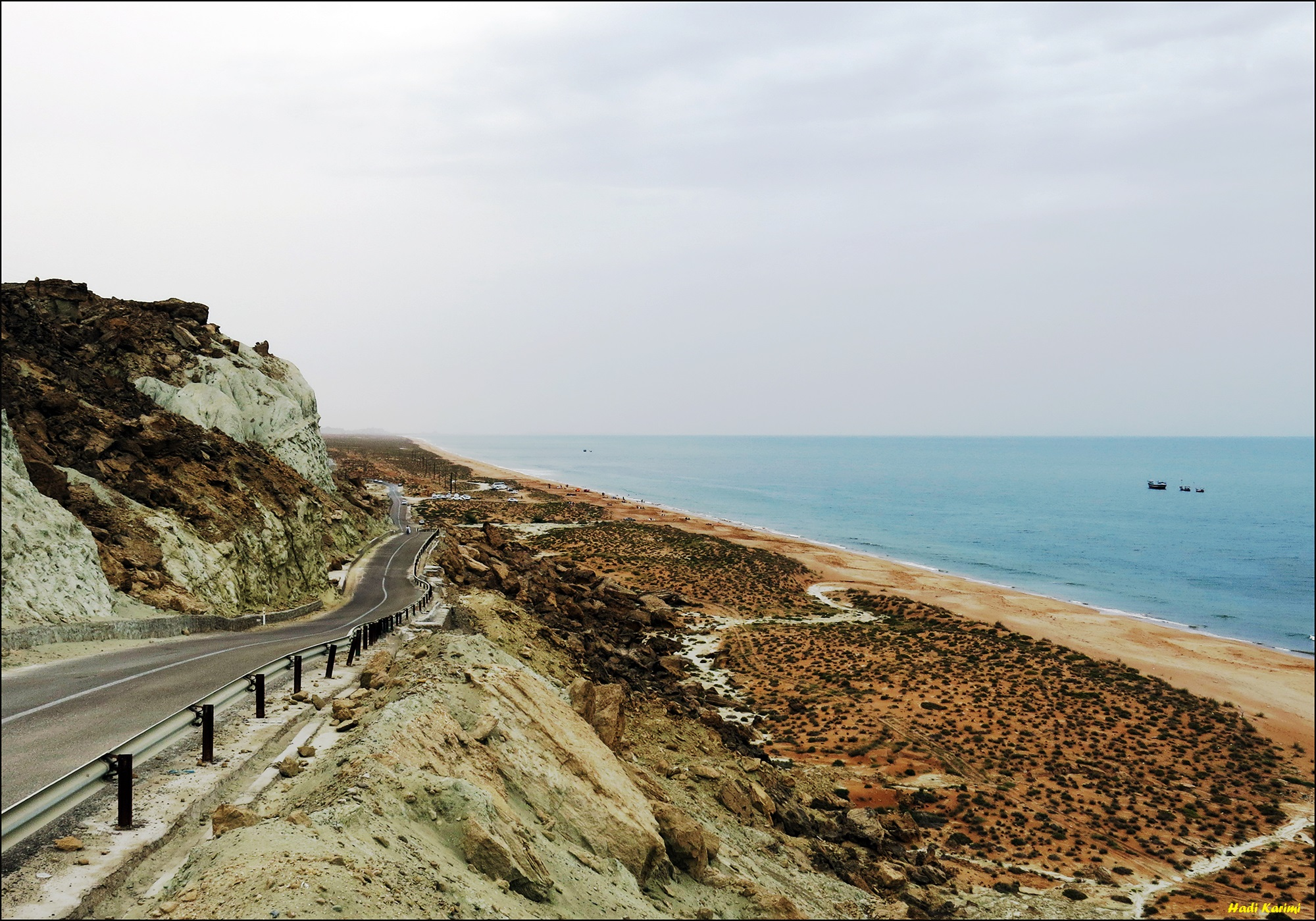
Tengerpart Csábahár megyében

Az Ománi-öböl északi partján fekszik. Északkeleti része a Szisztáni-medencébe esik, a vizet a Helmand folyóból kapja. Déli része Beludzsisztán régióhoz tartozik. Itt húzódik a Beludzsisztáni-hegyvidék.

## Közigazgatási beosztás
Szisztán és Beludzsisztán tartomány 2021. november végén 26 megyére (sahrasztán) oszlik.  Ezek:
| Szisztán és Beludzsisztán tartomány megyéinek térképe | - Bampur - Csábahár - Dalgán - Dastjári - Fanudzs - Golsan - Hámun - Hás - Hirmand - Iránsahr - Kaszr-e Kand - Konárak - Lásár - Mehresztán - Mirdzsáve - Nik Sahr - Nimruz - Rászk - Szaráván - Szarbáz - Szib és Szurán - Taftán - Zarábád - Zábol - Zehak - Záhedán |

## Legnagyobb települések
| #   | Város    | Lakosság (fő, 2016) |
| --- | -------- | ------------------- |
| 1.  | Záhedán  | 587 730             |
| 2.  | Zábol    | 134 950             |
| 3.  | Iránsahr | 113 750             |
| 4.  | Csábahár | 106 739             |
| 5.  | Szaráván | 60 014              |
| 6.  | Hás      | 56 584              |
| 7.  | Konárak  | 43 258              |
| 8.  | Golsan   | 18 098              |
| 9.  | Nik Sahr | 17 732              |
| 10. | Pisin    | 16 011              |

## Fordítás
Ez a szócikk részben vagy egészben  a(z)   استان‌های ایران című perzsa Wikipédia-szócikk ezen változatának fordításán alapul.  Az eredeti cikk szerkesztőit annak laptörténete sorolja fel. Ez a jelzés csupán a megfogalmazás eredetét és a szerzői jogokat jelzi, nem szolgál a cikkben szereplő információk forrásmegjelöléseként.